# Patrick McCarthy
Patrick Richard McCarthy, detto Paddy (Dublino, 31 maggio 1983), è un allenatore di calcio ed ex calciatore irlandese, di ruolo difensore, vice-allenatore del Crystal Palace.

## Caratteristiche tecniche
È un difensore centrale.

## Statistiche

### Statistiche da allenatore
Statistiche aggiornate al 18 marzo 2023.
| Stagione        | Squadra         | Campionato      | Campionato | Campionato | Campionato | Campionato | Coppe nazionali | Coppe nazionali | Coppe nazionali | Coppe nazionali | Coppe nazionali | Coppe continentali | Coppe continentali | Coppe continentali | Coppe continentali | Coppe continentali | Altre coppe | Altre coppe | Altre coppe | Altre coppe | Altre coppe | Totale | Totale | Totale | Totale | % Vittorie | Piazzamento |
| Stagione        | Squadra         | Comp            | G          | V          | N          | P          | Comp            | G               | V               | N               | P               | Comp               | G                  | V                  | N                  | P                  | Comp        | G           | V           | N           | P           | G      | V      | N      | P      | %          | Piazzamento |
| --------------- | --------------- | --------------- | ---------- | ---------- | ---------- | ---------- | --------------- | --------------- | --------------- | --------------- | --------------- | ------------------ | ------------------ | ------------------ | ------------------ | ------------------ | ----------- | ----------- | ----------- | ----------- | ----------- | ------ | ------ | ------ | ------ | ---------- | ----------- |
| mar. 2023       | Crystal Palace  | PL              | 1          | 0          | 0          | 1          | -               | -               | -               | -               | -               | -                  | -                  | -                  | -                  | -                  | -           | -           | -           | -           | -           | 1      | 0      | 0      | 1      | &0,00      | Interim     |
| Totale carriera | Totale carriera | Totale carriera | 1          | 0          | 0          | 1          |                 | -               | -               | -               | -               |                    | -                  | -                  | -                  | -                  |             | -           | -           | -           | -           | 1      | 0      | 0      | 1      | 0,00       |             |

## Palmarès

### Club

#### Competizioni nazionali
- First Division: 1

Manchester City: 2001-2002